# 922 a.C.
922 a.C. foi o ano do calendário gregoriano que precedeu 923 a.C. e sucedeu 924 a.C..

## Eventos
- A Palestina é dividida em dois reinos.
- Gong é o rei da dinastia Zhou do Oeste.
- Mégacles é arconte de Atenas.